# DAnce to positive
『dAnce to positive』（ダンス・トゥー・ポジティヴ）は、trfの5作目のスタジオ・アルバム。1995年3月27日にavex traxから発売された。

## 解説
1995年1月から3か月連続でリリースされ、いずれもミリオンセラーを記録した「CRAZY GONNA CRAZY」、「masquerade」、「Overnight Sensation 〜時代はあなたに委ねてる〜」を含む全13曲が収録されており、trfのアルバム売上トップである。

## 音楽性
表記こそはされていないが先行シングル曲の3曲は、全てアルバム・ミックスで収録されている。ファンクの要素を強くするためにブラスを全面に押し出し、黒人のコーラスを織り交ぜたアレンジが加えられた上で録り直され、改めてミキシングが施された。
前作『BILLIONAIRE 〜BOY MEETS GIRL〜』とはイメージが変わり、シングル「Overnight Sensation 〜時代はあなたに委ねてる〜」に見られるように、全体のアレンジは1970年代のソウルミュージック系の音色とモータウンの姿勢をベースにし、それをtrfが新たな形で発信した作品である。小室の打ち出したコンセプトは「今を生きている人のハングリーな環境や精神」「たとえ現状がマイナスであっても、忘れたくない上昇志向」を表現していて、それがタイトルにも反映されている。この構想はライナーノーツの写真からインスパイアされる形で決まっていった。
DJ KOOは「WORLD GROOVE」制作時とは意識を変え「『今まではこうだった、今はこうだ、今からはこうしたい』と言う感じの流れがあるから、気分が前向きになれるんだと思います。音も1970年代のソウルと1980年代初頭から急激に変化してきたダンスミュージックの流れ、1990年代の最新のリズムが1曲の中で同居している。だからこそ、この縦の時間軸の流れを持っているアルバムが生まれた」「今までのtrfは機械的な部分が魅力だったけど、人から湧き出る人間的な温かさを大切にした」と話している。
YU-KIは「『例え現状が悪くてもポジティブでいたいね』『大失恋しても何かポジティブな感情を持っていようね』等、今正に前進している人も、ちょっと停滞してる人もポジティブな気持ちを思い起こしてもらえる歌を中心にしている」と解釈している。

## アートワーク
本作収録の先行シングル（10枚目）「Overnight Sensation 〜時代はあなたに委ねてる〜」と同時に撮影を即行し、ジャケットは同じ衣装となっている。アルバムジャケットは「男性メンバーの放熱している感じ・女性メンバーの発光している感じ」を表現した赤外線写真で構成されている。
初回盤は写真集付きの特製ケース仕様となっている。

## セールス・売上
avex traxの当時の販売元日本クラウンの新譜案内に4月3日(月)発売決定で告知されており、一部CDショップでは新譜案内を店頭に貼った上で予約を受けていた。実際は、異例の１週間前倒しで発売された。
1995年に入り、3か月連続でリリースされたシングルCDが、3か月連続のミリオンセラーを記録するという、日本の音楽界初の快挙を成し遂げるほどの人気絶頂期であったため、発売時には当然のように話題となった。発売日がほぼ同じであったDREAMS COME TRUEの『DELICIOUS』とアルバムチャートで激戦を展開し、結果的に200万枚を超える売上を記録した。これは1995年のオリコン年間アルバムチャート第2位である（第1位は『DELICIOUS』）。
1996年7月時点での累計売上枚数は366万枚を記録した。

## 記録
- 第37回日本レコード大賞「ベストアルバム賞」
- 第10回ゴールドディスク大賞「アルバム賞（女性ポップス部門）」

## 収録曲
| 全作詞: 小室哲哉（#9,作詞: Melodie Sexton）。 |                                                    |                                       |            |                      |      |
| #                                             | タイトル                                           | 作詞                                  | 作曲       | 編曲                 | 時間 |
| 1.                                            | 「Welcome to Funky positive world」                | 小室哲哉 （#9,作詞: Melodie Sexton ） | 小室哲哉   | 小室哲哉             | 0:48 |
| 2.                                            | 「SEE THE SKY 〜1999...月が地球にKISSをする〜」    | 小室哲哉 （#9,作詞: Melodie Sexton ） | 小室哲哉   | 小室哲哉・久保こーじ | 5:24 |
| 3.                                            | 「masquerade」                                     | 小室哲哉 （#9,作詞: Melodie Sexton ） | 小室哲哉   | 小室哲哉・久保こーじ | 5:07 |
| 4.                                            | 「FUNKY M」                                        | 小室哲哉 （#9,作詞: Melodie Sexton ） | 小室哲哉   | 小室哲哉・久保こーじ | 4:55 |
| 5.                                            | 「CRAZY GONNA CRAZY」                              | 小室哲哉 （#9,作詞: Melodie Sexton ） | 小室哲哉   | 小室哲哉・久保こーじ | 5:59 |
| 6.                                            | 「Destiny to Love (愛する運命)」                   | 小室哲哉 （#9,作詞: Melodie Sexton ） | 小室哲哉   | 小室哲哉・久保こーじ | 5:01 |
| 7.                                            | 「ESCAPE」                                         | 小室哲哉 （#9,作詞: Melodie Sexton ） | 小室哲哉   | 小室哲哉・久保こーじ | 5:15 |
| 8.                                            | 「Let it go! (tribal dAnce)」                      | 小室哲哉 （#9,作詞: Melodie Sexton ） | 小室哲哉   | 小室哲哉             | 4:16 |
| 9.                                            | 「Never give up on love (interlude)」              | 小室哲哉 （#9,作詞: Melodie Sexton ） | 久保こーじ | No! Galers           | 5:34 |
| 10.                                           | 「dAnce is my Life系」                             | 小室哲哉 （#9,作詞: Melodie Sexton ） | 小室哲哉   | 小室哲哉             | 5:02 |
| 11.                                           | 「ENGAGED」                                        | 小室哲哉 （#9,作詞: Melodie Sexton ） | 小室哲哉   | 小室哲哉・久保こーじ | 6:07 |
| 12.                                           | 「Overnight Sensation 〜時代はあなたに委ねてる〜」 | 小室哲哉 （#9,作詞: Melodie Sexton ） | 小室哲哉   | 小室哲哉・久保こーじ | 5:10 |
| 13.                                           | 「overnight piano dream」                          | 小室哲哉 （#9,作詞: Melodie Sexton ） | 小室哲哉   | 小室哲哉             | 5:33 |
| 合計時間:                                     | 合計時間:                                          | 合計時間:                             | 合計時間:  | 64:11                |      |

## 曲解説
1. Welcome to Funky positive world
マーク・パンサーによる掛け声と共に、次の｢SEE THE SKY」に繋がるように加工されている。
コンセプトは「幕が開くときの心の準備」である[2]。
DJ KOOは「女の子と一緒にいる時の雰囲気作りに近い」と評している[2]。
2. SEE THE SKY 〜1999...月が地球にKISSをする〜
LIVE UFO '95「月が地球にKISSをする」テーマ曲[2]。
DJ KOOは制作の際にビートルズの『マジカル・ミステリー・ツアー』を意識している[2]。
3. masquerade
9thシングル。
ロック調・打ち込み中心だったシングルと異なり、生楽器の演奏に差し替えて、新しいコーラスパートを加えたファンク・ブラックミュージック調のアレンジが施されている[7][2][3]。
4. FUNKY M
DJ KOOとSAMを中心としたラップパフォーマンスである[2]。
歌詞は「遠い世界」ではなく、「若者が夜のクラブに行って遊んでいる時」を切り取った身近な内容を書いている[2]。
5. CRAZY GONNA CRAZY
8thシングル。
コーラスを厚くし、YU-KIのボーカルを全面に押し出したミキシングを施した[7]。
6. Destiny to Love (愛する運命)
歌詞は「悲しくても決して後ろを振り返らない、思い切りのいい女の子」をテーマにしている[2]。
7. ESCAPE
8. Let it go! (tribal dAnce)
ここから実質的に、｢dAnce is my Life系｣まで繋がってるように加工されている。
メインボーカルはCHIHARUが担当している[2]。
アンビエント・ハウスを基調にしている[2]。
9. Never give up on love (interlude)
つなぎを目的にしたブラック・コンテンポラリー調の楽曲[2]。
インストゥルメンタルではなく、実際にはメロディー・セクストンがノークレジットでゲストボーカルとして参加している[8]歌モノの楽曲である。
1970年代のブラックミュージックを知っている人には「懐かしい」と感じられて、それでいて当時の最新テクノロジーが駆使されている「新しさと懐かしさの接点」をテーマにした楽曲[2]。
DJ KOOは「今回のアルバムの特徴が一番出ている楽曲」と話している[2]。
ライナーノーツでは小室の作曲とされているが、実際は久保による単独での作曲である[9]。
10. dAnce is my Life系
ETSUとYU-KIのラップの掛け合いが繰り広げられている[2]。
歌詞は「クラブでナンパされる風景」を切り取り[2]、「当時から多くの人が使うようになった『○○系』という言い回しをコミカルに、ちょっと毒を持って、硬派に皮肉る」ことをテーマにした[7]。
DJ KOO主導でメンバーが打ち出したコンセプトは「今の女の子は、聴く音楽・食べ物・買い物・男性のタイプもジャンル分けできる。でも、根本的に好きなものは大切にできるはず。そんな希望を込めて、ドラマCD仕立てにした」と話している[10]。
11. ENGAGED
EUROGROOVEのアルバム『EUROGROOVE 03』に収録されている「THE WINDSONG 〜Radio Mix〜」の歌詞・アレンジ違いバージョン。
歌詞は「どんなに悩んでも、時間は後戻りしない」「必ず夜は明けていく」[2]「常に前向きに、希望を持って歩き続けよう」[7]をテーマにしている。
松浦勝人の結婚祝いとして制作され、結婚式で小室のピアノで披露された[11]。
アルバムの中で最後に制作された曲である[10]。
過密したスケジュールの影響でYU-KIの声が出なくなり、締め切りをギリギリまで延ばした。レコーディング最終日になっても声は戻らず、スタッフ・メンバーに「私の気持ちが伝わったらOK出して」と言い、歌録りを行った。そういう事情もあり、YU-KIは「今回のアルバムの中でも、私が特に大切にしている曲で、思い悩んだり、どうしたらいいかわからない時に、この曲を聴いて明日に目を向けてもらえたら」と話している[10]。
12. Overnight Sensation 〜時代はあなたに委ねてる〜
10thシングル。
13. overnight piano dream
アルバムの最後を飾り、「Overnight Sensation 〜時代はあなたに委ねてる〜」「ENGAGED」を元にしたピアノのインストゥルメンタルの楽曲[2]。

## クレジット

### レコーディング・メンバー
- trf
  - DJ KOO : DJ
  - SAM : Dance
  - ETSU : Dance
  - YU-KI : Vocal
  - CHIHARU : Dance
- 小室哲哉 : Synthesizer Programming, Manipulating, Performed

曲毎
- Welcome to Funky positive world (#1)
  - 小室哲哉 : All Tracks
  - マーク・パンサー : Guest Rap

- SEE THE SKY 〜1999...月が地球にKISSをする〜 (#2)
  - 小室哲哉 : Keyboards, Programming
  - 久保こーじ : Programming
  - 湊雅史 : Drum
  - 美久月千晴 : Bass
  - 角田順 : Acoustic Guitar, Electric Guitar
  - マーク・パンサー : Guest Rap
  - Kaleb James : Background Vocals
  - Melodie Sexton : Background Vocals
  - Julia Wilson : Background Vocals
- masquerade (#3)
  - 小室哲哉 : Keyboards, Programming
  - 久保こーじ : Programming
  - 湊雅史 : Drum
  - 美久月千晴 : Bass
  - 角田順 : Acoustic Guitar, Electric Guitar
  - Kaleb James : Background Vocals
  - Julia Wilson : Background Vocals
  - Donyale Terales : Background Vocals
- FUNKY M (#4)
  - 小室哲哉 : Keyboards, Programming
  - 久保こーじ : Programming
  - 湊雅史 : Drum
  - 美久月千晴 : Bass
  - 角田順 : Electric Guitar
- CRAZY GONNA CRAZY (#5)
  - 小室哲哉 : Keyboards, Programming
  - 溝口和彦 : Programming
  - 木村建 : Electric Guitar
  - 中野周一 : Percussion
  - Kaleb James : Background Vocals
  - Julia Wilson : Background Vocals
- Destiny to love (愛する運命) (#6)
  - 小室哲哉 : Keyboards, Programming
  - 溝口和彦 : Programming
  - 角田順 : Acoustic Guitar
  - Kaleb James : Background Vocals
  - Julia Wilson : Background Vocals
- ESCAPE (#7)
  - 小室哲哉 : Keyboards, Programming
  - 久保こーじ : Programming
  - 湊雅史 : Drum
  - 美久月千晴 : Bass
  - 角田順 : Electric Guitar
  - 中野周一 : Percussion
  - Kaleb James : Background Vocals
  - Melodie Sexton : Background Vocals
- Let it go! (tribal dAnce) (#8)
  - 小室哲哉 : All Tracks
- Never give up on love (interlude) (#9)
  - 久保こーじ : Electric Guitar
  - 中野周一 : Drum
  - 宮下智 : Bass
  - 松尾和博 : Electric Guitar
  - 木村建 : Electric Guitar
  - 近藤昭雄 : Keyboard
- dAnce is my life系 (#10)
  - 小室哲哉 : All Tracks
- ENGAGED (#11)
  - 小室哲哉 : Keyboards, Programming
  - 久保こーじ : Programming
  - 湊雅史 : Drum
  - 美久月千晴 : Bass
  - 角田順 : Acoustic Guitar, Electric Guitar
  - Melodie Sexton : Background Vocals
- Overnight Sensation ～時代はあなたに委ねてる～ (#12)
  - 小室哲哉 : Keyboards, Programming
  - 久保こーじ : Programming
  - 湊雅史 : Drum
  - 美久月千晴 : Bass
  - 角田順 : Electric Guitar
  - Joey Johnson : Background Vocals
  - Dee Wright : Background Vocals
- overnight piano dream (#13)
  - 小室哲哉 : All Tracks

### スタッフ
- Produced : 小室哲哉
- Co-Produced : 久保こーじ
- Vocal Directed : DJ KOO
- Co-Directed : 大野久雄
- Mixed : Mick Guzauski
- Mix Assisted : Marnie Lehman Riley
- Mastered : Wally Traugott
- Synthesizer Programmed : 村上章久, 溝口和彦
- Equipment Operated : tetsuya komuro sequence's CREW
- Recorded : 松村茂, 若公俊広, 根本直明, 原口宏, 伊藤隆司
- Executive Produced : 松浦勝人
- Directed : みょうちんやすひろ
- Assistant : 八戸輝樹
- Production Coordinator : ほかぞのまきこ, きくちまさとし, しみずゆきお
- Art Direcction : しおやまさき, さいとうそうじろう
- Design : しおやまさき
- Photography : 宮澤正明